# Non violence
Non violence (ang. nonviolence – bez przemocy, wym. non`vaɪələns, non wajelens) – strategia, doktryna walki politycznej polegająca na odrzuceniu stosowania przemocy lub groźby jej użycia w każdych warunkach i okolicznościach – bierny opór. Propagatorem i zwolennikiem tego podejścia był Mahatma Gandhi. Współcześnie teorię non violence rozwija Gene Sharp, którego publikacje miały wpływ na działania licznych antyrządowych ruchów społecznych na świecie takie jak m.in.: serbski Otpor, gruzińska Kmara, ukraińska Pora czy Białoruski Ruch Oporu „Żubr”.
Przykłady zastosowania non violence na skalę masową:
- reakcja na delegalizację „Solidarności”
- działania norweskiego ruchu oporu w latach II wojny światowej
- zachowanie społeczeństwa czechosłowackiego po zdławieniu Praskiej Wiosny w 1968
- walka Afroamerykanów o równouprawnienia pod kierunkiem Martina Luthera Kinga jr.

Istnieje ponad 200 metod zastosowania non violence, do których zaliczane są m.in.:
- strajki, protesty, marsze uliczne
- petycje
- bojkot polityczny i ekonomiczny
- odmowa respektowania praw uznanych za niesprawiedliwe
- obywatelskie nieposłuszeństwo